# Кубильо де Арагон, Альваро
Альваро Кубильо де Арагон (исп. Álvaro Cubillo de Aragón; 1596(?) — 1661, Мадрид) — испанский драматург.
По-видимому, родился в первые года XVII века и был ещё жив в 1660. Родился в зажиточной семье, не окончил юридическое образование и практиковал профессию клерка в своем родном городе (работа, к которой он никогда не испытывал никакого энтузиазма). Позже он жил в Кордове и Севилье и во всех этих городах часто посещал литературные кружки. 
Он женился на Инес дель Мар, и у него было двенадцать детей.
Написал около сотни пьес, но многие из них были потеряны. Часть его драм, вместе с другими его произведениями, была напечатана под заглавием «El Enano de las Musas». Его лирические произведения, романы, аллегорические поэмы и прочее слабее его драм. Особым успехом пользовался при жизни автора «El rayo de Andalucia».